# Šentrupert
Šentrupert este o localitate din comuna Šentrupert, Slovenia, cu o populație de 348 de locuitori.